# Eustathes
Eustathes is een kevergeslacht uit de familie van de boktorren (Cerambycidae). De wetenschappelijke naam van het geslacht werd voor het eerst geldig gepubliceerd in 1842 door Newman.

## Soorten
Eustathes omvat de volgende soorten:
- Eustathes celebensis Chemin, 2011
- Eustathes flava Newman, 1842
- Eustathes mindanaonis Vives, 2009
- Eustathes semiusta Pascoe, 1867